# Canu
canU（キャンユー）は韓国 LG U+（旧・LGテレコム）が韓国内で展開している携帯電話ブランド。
日本の大手携帯電話メーカーのカシオ日立モバイルコミュニケーションズ（カシオ計算機、日立製作所）と協力し、韓国内で日本製携帯電話を韓国の携帯電話の電波に対応させるなど改良し、発売している。
ko: 캔유